# Modemkhallu
Mondemkhallu fou un antic estat tributari protegit del tipus zamindari (mutta) al districte de Vizagapatam, presidència de Madras. La capital era Mondemkhallu, una població de 637 habitants el 1881, amb 157 cases. L'estat tenia 8.538 habitants.